# 大和村 (臺中市)
大和村，是臺灣台中市西區民權路、向上路、公益路與英才路圍成的區域，涵蓋後龍里與双龍里。日治時代是日本內地人之中堅階級住宅區，目前當地仍留存許多日式建築，日本料理店、居酒屋林立。

## 歷史
大正末期至昭和3、4年台中市人口增加，為解決住宅不足的問題，昭和4年（1929年）開始先後在綠川町、新高町等地興建市營住宅。此外，昭和12年（1937年）由郡茂德擔任組合長，成立「大和村建築信用購買利用組合」，購買當時台中市西郊一帶土地，興建以中堅階級為對象的中流住宅，昭和17年（1942年）興建完成，在當時號稱是台中唯一的文化住宅街。
建築設計是台中州的畠山喜三郎技師，道路和上下水道設計是總督府的早川透技師和台中市的南部為人土木水道課長。
大和村如同京都的街道呈棋盤狀，以位在中央的縱貫南北的「本町通」（民權路）和位在南端的橫貫東西的「西一條通」（向上路）為幹線道路，東西向的道路有「西二條通」至「西七條通」、「東二條通」至「東六條通」和「南一條通」，南北向的道路有位在本町通東西兩邊的「東本町通」和「西本町通」。
戰後，大和村被國民政府劃為官舍和國宅，目前當地仍留存許多日式建築，日本料理店、居酒屋林立。